# Якубовський Володимир Омелянович
Володи́мир Омеля́нович Якубо́вський — народився у 1940 р. в с. Красилівка у Броварському районі, гуморист, поет, прозаїк.
Член НСПУ (2001–2015).
У 1954 р. закінчив семирічну школу в с. Красилівка, в 1957 р. закінчив Требухівську середню школу.
З 1959 до 1963 року перебував на службі в рядах військово-морського флоту. У 1963–1968 рр. навчався в КПІ.

## Творча діяльність
Друкувався в жуналах «Перець» та «Дніпро».
Автор книжок «Як не в людей», «Новели з вечірнього вулика»(1999), «Непарламентські дебати».

### Твори
Вірші
- Бджола чи Жук?
- Зігрівся
- До чужого — зась
- Каяття
- Виробнича любов, або хто ж в кого закохався?
- Раздвоєність
- Іван ще й досі пам'ятає (Пародія-жарт)
- В шкоду забрели
- Дзеркало і жінка